# Aedia leucomelas
Aedia leucomelas (Linnaeus 1758) је врста ноћног лептира (мољца) из породице Noctuidae.

## Распрострањење и станиште
Врста је широко распрострањена, од Европе преко Азије до Јапана и неких држава Афричког континента. У Србији је широко распрострањена. Насељава топлија и влажна отворна и полуотворена станишта.

## Опис
Лептир је загасито црне боје, са светлосивом мрљом на предњим крилима која садржи карактеристичну шару. Свако задње крило има белу базалну област и бела подручја на ивици крила. Док мирује, лептир приказује ове беле мрље померањем крила. Распон крила је од 35 до 38 mm. У Европи лептир лети од маја до септембра а некад и октобра. У Србији се најчешће бележи од јуна до септембра.Јављају се две или три генерације годишње. Гусеница се може срести током лета и почетком јесени. Обично је сива са тамније сивим мрљама и са широком бледожутом пругом која се протеже дуж сваке стране, и наранџастим бочним линијама изнад и испод ових широких пруга. Понекад постоји бледа мрља на последњем трбушном сегменту, а две истакнуте црне тачке на другом трбушном сегменту. Гусеница се храни бројним биљкама из породице Convolvulaceae. Врста се негде сматра штеточином кромпира. Врста презимљава у стадијуму лутке.

## Галерија
- лептир
- гусеница
- лептир
- лептир

## Синоними
- Phalaena leucomelas Linnaeus, 1758
- Anophia acronyctoides Guenée, 1852
- Noctua adepta Geyer, 1832
- Anophia albodiscalis Roepke, 1932
- Aedia diluta Roepke, 1941
- Anophia limitaris Walker, 1863
- Catephia ramburii Boisduval, 1829
- Anophia thomae A.E. Prout, 1927